# しあわせのシッポ
『しあわせのシッポ』は、2002年4月11日から6月27日までTBS系列で毎週木曜22:00 - 22:54に放送された日本のテレビドラマ。主演は水野美紀。

## あらすじ
幼い頃に父と母が離婚、彼女を引き取った母も亡くなり、今は独りで暮らしている。そんな美桜の前に、20年間会ったことのなかった父親・八朗が突然現れる。

## キャスト
松井 美桜
演 - 水野美紀
主人公。桜泉学園女子高校教師。女子バスケ部顧問。
長く母との2人暮らしだった。幼少期から「物事を深く考えずに引き受けてしまうタイプ」。
松井 八朗
演  - 長塚京三
美桜の実父。甘い物は不得意。
仕事を辞め、突然、娘の前へ現れる。
赤木 陸
演  - 坂口憲二
美桜とは幼稚園以来の幼馴染。ガールズバーで働きながら司法試験合格を目指している。
美桜とは「姉のようで妹のような関係」だと言うが、笙子に好意を抱いている。
茅野 笙子
演  - 原沙知絵
美桜の友人。花屋に勤務。聴覚障害者。
茅野 雛子
演  - 新山千春
笙子の妹。美桜の元教え子。
西寺 誠司
演  - 小泉孝太郎
美桜の同僚教師。
林田 圭吾
演  - 田中実
美桜の婚約者。職業は小児科医。
竹屋 喜好
演  - 佐野史郎
美桜の叔父。
竹屋 綾子
演  - あめくみちこ
美桜の叔母（喜好の妻）。
竹屋 洋太
演 - 松川尚瑠輝
喜好・綾子夫婦の息子。
浅川 由香
演 - 国分佐智子
美桜の親友。喫煙者。
山口 悟
演  - 神保悟志
美桜の同僚教師。
- 美桜の生徒

笹本萌 - 宮崎あおい
小林菜乃子 - 山田優
鈴木ルイ - 鈴木葉月
田中志帆 - 栗田梨子
- その他出演者 - 寉岡瑞希、みのすけ、宮内乙、久保晶、左右田一平、野村信次、加藤満、松金よね子（山下主任看護師）、杉原あんり、斉藤未知、湧口愛美、中蔦聡、緒方康子、遠藤好、榎本恵子、松野舞ほか

## スタッフ
- 脚本 - 水橋文美江
- 脚本協力 - 旺季志ずか
- 演出 - 佐々木章光、藤尾隆
- 音楽 - 服部隆之
- ソロバイオリン - 松野弘明（avex trax）
- 主題歌 - Every Little Thing「キヲク」（avex trax）
- CG - マリンポスト
- タイトルスチール - 石坂拓郎
- 協力 - 東通、アックス、緑山スタジオ・シティ、3one、スタジオブル
- プロデューサー補 - 大久保智己、岩寺秀廣、山後勝英
- プロデューサー - 矢口久雄、丹羽多聞アンドリウ、安倍純子
- 製作 - TBS、テレパック

## その他
当時、枠名が『カネボウ木曜劇場』だったため、主なスポンサーはカネボウのみ。なお、同じカネボウのスポンサーで、系列外の秋田放送・福井放送でも数日遅れでスポンサーなしで同じく系列外の四国放送でも数か月遅れで放映されていた。さらに2004年にはハワイの地上波放送局KIKU-TV、2005年にはテレビジャパンを通じ全米、カナダなどでも放送された。
竹屋喜好・綾子夫妻が営む竹屋酒店の営業車は、三菱・ミニキャブ（トラック）である。
赤木陸の愛車（スクーター）はヤマハ・マジェスティである。
2024年6月よりU-NEXTで配信されている。

## サブタイトル
1. そのヒトは泣いた
2. カレ、紹介します
3. 鈍感な男
4. 朝帰り!?
5. お見合い
6. 夜の電話
7. 父の失踪
8. 陸の同棲
9. 父の病名
10. 親子喧嘩
11. 手術の日
12. 父親卒業